# Mandibules (film)
Pour les articles homonymes, voir Mandibule (homonymie).
Pour plus de détails, voir Fiche technique et Distribution.
Mandibules est un film français réalisé par Quentin Dupieux, sorti en 2020.

## Synopsis
Manu dort sur la plage. On lui propose une mission payée 500 balles : récupérer une valise chez un nommé Michel Michel et la livrer à quelqu'un. Il vole alors une vieille Mercedes déglinguée et embarque son meilleur ami, Jean-Gab. Mais, à peine partis, les deux pieds nickelés découvrent une mouche géante coincée dans le coffre de la voiture. Jean-Gab a alors une idée de génie : se faire de l'argent avec la mouche après l'avoir dressée.

## Fiche technique
- Titre : Mandibules
- Réalisation : Quentin Dupieux
- Scénario : Quentin Dupieux
- Photographie : Quentin Dupieux
- Décors : Joan Le Boru
- Costumes : Isabelle Pannetier
- Son : Guillaume Le Braz, Alexis Place, Gadou Naudin, Niels Barletta, Cyril Holtz
- Montage : Quentin Dupieux
- Musique : Metronomy
- Production : Chi-Fou-Mi Productions
- SOFICA : Cinéaxe 2019, Cinémage 14, Cofinova 16, Indéfilms 8, Sofitvciné 7
- Budget : 4,5 millions d'euros
- Pays de production :  France
- Format : couleur
- Genre : comédie, fantastique
- Durée : 77 minutes
- Dates de sortie :
  - Italie : 5 septembre 2020 (Mostra de Venise 2020)
  - France : 19 mai 2021

## Distribution
- Grégoire Ludig : Manu / Fred
- David Marsais : Jean-Gab
- Adèle Exarchopoulos : Agnès
- India Hair : Cécile
- Roméo Elvis : Serge
- Coralie Russier : Sandrine
- Bruno Lochet : Gilles
- Marius Colucci : un gendarme
- Thomas Blanchard : un gendarme
- Raphaël Quenard : Raimondo
- Gaspard Augé : un agent de sécurité
- Philippe Dusseau : Michel Michel
- Olivier Blanc : le majordome
- Jean-Paul Solal : Maître Wolf
- Dave Chapman : la mouche

## Production
Le personnage incarné par Adèle Exarchopoulos, Agnès, est inspiré de la militante écologiste suédoise Greta Thunberg, qui est dans le spectre de l'autisme et n'avait que 16 ans lors du tournage en 2019, et 17 ans lors de la sortie du film en 2020.

## Sortie

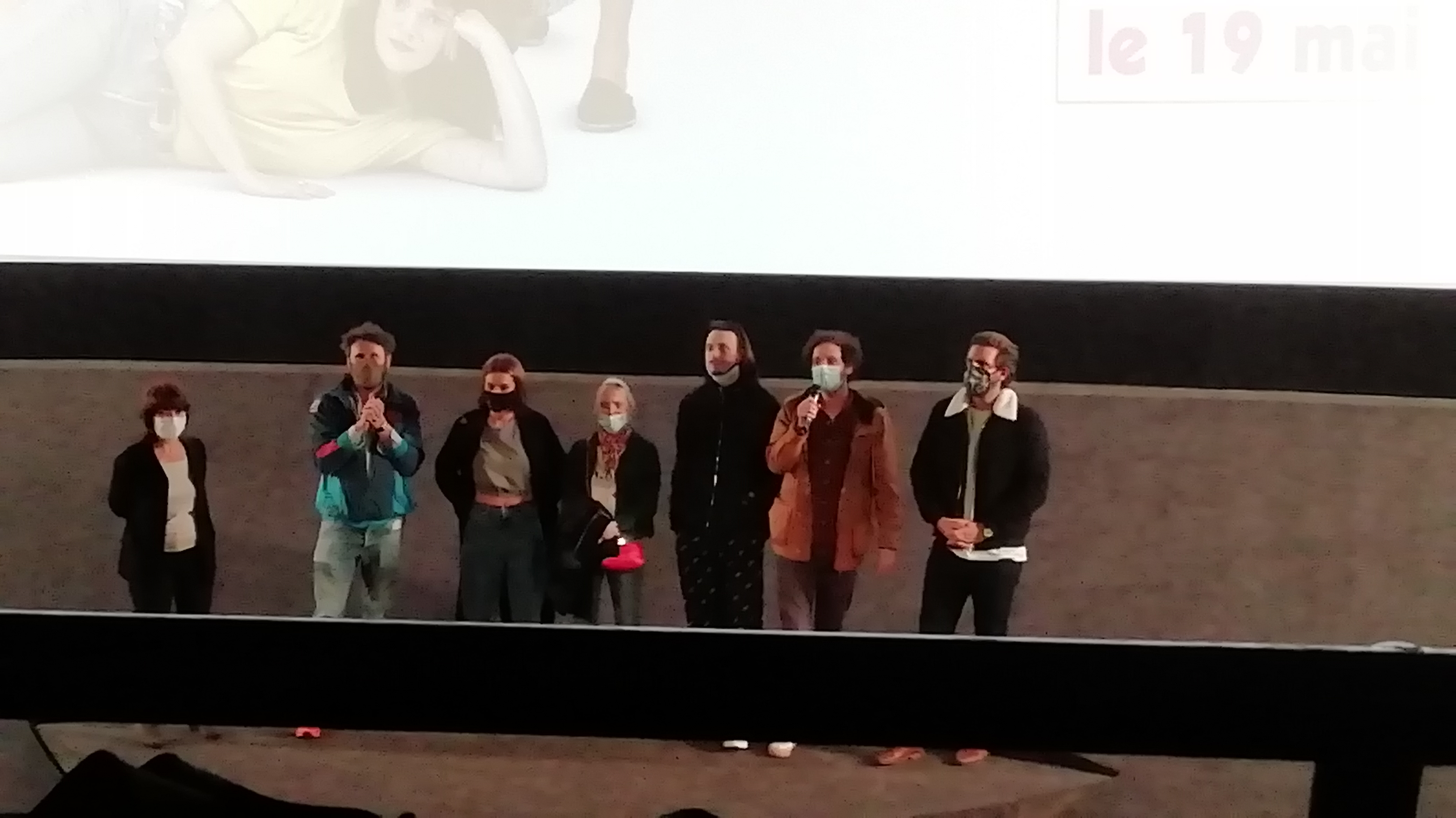
Première de Mandibules au Max Linder Panorama.
De gauche à droite : Quentin Dupieux, Adèle Exarchopoulos, Coralie Russier, Roméo Elvis, David Marsais et Grégoire Ludig.

La date de sortie française du film est dans un premier temps annoncée pour le 2 décembre 2020. La date est reportée au 9 décembre à la suite de l’annonce du confinement, puis annulée, les salles de cinéma restant toujours fermées. Finalement, le film sort le 19 mai 2021, jour de la réouverture des salles. Une partie de l'équipe du film effectue une tournée dans les grandes salles parisiennes ce jour, qui se conclut par une séance au Max Linder Panorama (Paris 9e) en présence de toute l'équipe.

### Box-office
| Pays ou région | Box-office      | Date d'arrêt du box-office | Nombre de semaines |
| -------------- | --------------- | -------------------------- | ------------------ |
| France         | 235 824 entrées | 6 juillet 2021             | 7                  |
| Total mondial  | 2 032 349 $     | -                          | -                  |

## Distinctions

### Récompense
- Festival international du film de Catalogne 2020 : prix du meilleur acteur pour Grégoire Ludig et David Marsais[6]

### Nomination
- César 2022 : Meilleure actrice dans un second rôle pour Adèle Exarchopoulos
- Magritte 2022 : Meilleur espoir masculin pour Roméo Elvis

### Sélection
- Mostra de Venise 2020 : sélection hors compétition